# Topònims de Castell de Mur
Llista de topònims del terme municipal de Castell de Mur, del Pallars Jussà.

## Edificis

### Cabanes

#### Antic municipi de Guàrdia de Tremp

##### L'Espona
| - Cabana del Boix - Cabana del Cabaler | - Cabana del Correu - Cabana de Jaumilla | - Cabana de Placito | - Cabana de la Rafela |

##### Guàrdia de Noguera
| - Cabana d'Arguinsola - Cabana de Girutí - Cabana del Goiat | - Cabana del Joaquim - Cabana del Lluc - Cabana de Manel | - Cabana de Marranó - Cabana del Moliner | - Cabanes del Soldat i Fidel - Cabana del Vicent |

#### Antic municipi de Mur

##### Miravet
- Cabana de Sebastià

### Castells

#### Antic municipi de Guàrdia de Tremp
- Castell de Guàrdia

#### Antic municipi de Mur
| - Torre Gasol - Torre Ginebrell | - Castell del Meüll | - Casa forta de Miravet | - Castell de Mur |

### Corrals

#### Antic municipi de Guàrdia de Tremp

##### Cellers
| - Corral d'Agustí | - Corral de Corçà | - Corral de Cotet | - Corral de Grabiel |

##### Guàrdia de Noguera
- Corral d'Arguinsola

#### Antic municipi de Mur

##### El Meüll
- Corral de la Plana

##### Miravet
- Corral de Tomeu

##### Puigmaçana
| - Corral de Cinto | - Corral del Sastre | - Corral del Xic |  |

##### Vilamolat de Mur
| - Corral de Sant Miquel | - Corral del Seix |  |  |

### Edificacions agrícoles

#### Antic municipi de Guàrdia de Tremp
- El Magatzem del Trudis és un magatzem agrícola del terme municipal de Castell de Mur. Pertanyia a l'antic terme de Guàrdia de Tremp, del Pallars Jussà, en terres de l'antiga quadra de l'Espona. Està situat al nord de Guàrdia de Noguera, a llevant de la carretera C-13 prop del punt quilomètric 79,2, a la partida d'Albans.[1]

### Eres

#### Antic municipi de Guàrdia de Tremp

##### Guàrdia de Noguera
| - Era de la Carme | - Era de Mataró | - Era del Moliner de Placito |  |

#### Antic municipi de Mur
- Era de Ferriol

### Esglésies

#### Romàniques

##### Antic municipi de Guàrdia de Tremp
| - Sant Feliu de Guàrdia | - Santa Maria de Cellers | - Sant Feliu de Guàrdia | - Santa Maria de Guàrdia de Tremp |

##### Antic municipi de Mur
| - Sant Fruitós de Claveral - Sant Miquel de Collmorter | - Sant Gregori del Mas d'Eloi - Sant Martí del Meüll | - Santa Maria de Mur - Sant Valentí de Mur | - Santa Llúcia de Mur |

#### D'altres èpoques

##### Antic municipi de Guàrdia de Tremp
- Sant Sebastià de Guàrdia de Noguera

##### Antic municipi de Mur
| - Mare de Déu de la Collada - Mare de Déu del Roser de les Esplugues | - Mare de Déu del Roser de Puigmaçana | - Sant Gregori de Vilamolat de Mur | - Sant Miquel |

### Estacions de tren

#### Antic municipi de Guàrdia de Tremp
| - Estació de Cellers-Llimiana | - Estació de Guàrdia de Tremp |  |  |

### Granges

#### Antic municipi de Guàrdia de Tremp

##### Guàrdia de Noguera
| - Granja de la Carme - Granja del Lluc | - Granja del Meca | - Granja del Moliner | - Granja del Pubill |

### Masies (pel que fa als edificis)

#### Antic municipi de Guàrdia de Tremp

##### Cellers
| - Masia de Tató | - Masia de la Vinya |  |  |

##### L'Espona
- Casa de l'Espona

##### Guàrdia de Noguera
- Masia de Carme

#### Antic municipi de Mur

##### Collmorter
| - Cal Franxo | - Cal Soldat |  |  |

##### Les Esplugues
| - Casa Feliçó | - Casa Sebastià |  |  |

##### El Meüll
| - Casa Auberola - Masia del Castell - Mas de Condó | - Casa del Coscó - Casa Cumons - Mas d'Eloi | - Mas de Falset - Casa Farmicó - Mas de l'Hereu | - Casa la Rosa - Casa Sallamana - Sellamana |

##### Miravet
| - Cal Benet | - La Grisa |  |  |

##### Puigmaçana
| - Masia de Claveral | - Masia del Xic |  |  |

##### Santa Llúcia de Mur
| - Cal Pinell | - Cal Sebastià i Teresó | - Casa Gavarrell |  |

##### Vilamolat de Mur
| - Casa Ginebrell | - Casa Josep |  |  |

### Ponts

#### Antic municipi de Guàrdia de Tremp
| - Pont del Barranc del Bosc - Pont de la Central | - Pont de l'Espona - Pont Nou de Monares | - Pont de la Presa de Terradets - Pont de Rodelló | - Pont de Terradets - Pont de la Via |

### Preses

#### Antic municipi de Guàrdia de Tremp
- Presa de Terradets

#### Antic municipi de Mur
- Presa de Sant Gregori

### Xalets

#### Antic municipi de Guàrdia de Tremp
- Lo Xalet Nou

## Geografia

### Boscs

#### Antic municipi de Guàrdia de Tremp
| - Bosc de Guàrdia | - Rourera de Marranó |  |  |

#### Antic municipi de Mur
| - Roureda de Josep | - Alzinar de Mur | - La Rebollera | - Roureres de Roca |

### Camps de conreu

#### Antic municipi de Guàrdia de Tremp

##### Cellers
| - Mallols d'Agustí - Feixes del Barranc del Bosc - Los Camps - Els Canalets - Cantamoixons (Cellers) - Vinya de Carrió - Tros de Casa | - Les Collades - Les Colomines - Les Comes - Esquadros de Grabiel - Vinya de Fernando - Grallera | - Coma Llarga d'Agustí - Los Mallols - Marsaborit - Tros del Pastamoreno - Lo Planell - Los Pous | - Los Puiols - Los Reganyats - Feixes del Serrat de Pena - Serrat de la Via - La Via de Corçà - Les Vielles |

##### L'Espona
| - L'Espona | - Les Sorts |  |  |

##### Guàrdia de Noguera
| - L'Ametlla - L'Ametlla de l'Aragonès - Arguinsola - Canissera - Tros de Canja - Plana de Carrió - Codoloies - La Coma - Comó - Los Esclots | - Els Escolls - Les Esplanes. 425 m - Les Feixetes - La Figuera de la Dona - Planta de Grabiel - Tros Gran de Roca - L'Horta - Tros de l'Horta - L'Hospital - Lo Lledó | - Les Malloles - Bancalada de Manel - Tros de la Manela del Pere - Lo Molí - Palleret - Paredades - Peremartell - Els Plans - Les Plantes | - Los Prats - Purredons - Lo Rengar - Rodelló - Rossor - La Rutgera - Tros del Safareig - Seixos - Serretes |

#### Antic municipi de Mur

##### Collmorter
| - La Colomina | - Les Cornelles | - Tros de Gassó |  |

##### El Meüll
| - Les Borrelles de Dellà - Les Borrelles de Deçà - Carboner | - Trossos del Castell - Los Trossos de Condó - Trossos de Falset | - Tros de Farmicó - Les Feixes - Censada de Sellamana | - Tros de Sellamana - Los Trossos |

##### Miravet
| - Tros de la Collada - Horts de Miravet | - Tros del Pere | - Pla del Roure |  |

##### Mur
| - Les Comelles | - Cordillans | - Vinya d'Urbà |  |

##### Puigmaçana
| - Tros de Calçó - Tros del Cinto - Claveral - Lo Corral de Cinto | - Planell del Fenàs - Plana Gran - Ço de Jofré - Lloriguer | - Vinya de Marió - Paredades - Planell dels Roures - Plans de Puigmaçana | - Sort del Sastre - Horts del Torrent - Vinya del Xic - Vinya Vella del Xic |

##### Santa Llúcia de Mur
| - Los Avalls - Lo Camp - Canissera - Ço de Canja | - Tros de Casa - Les Esplugues - Vinya d'Estorm - Planta de Grabiel | - La Moixa de Gavarrell - La Plana - La Planta - Les Plantes | - Purredons - Els Rengars - La Rutgera - Hort de Toniquet |

##### Vilamolat de Mur
| - Cantamoixons - Caps de la Vinya de Miret - Ginebrell - Vinya Gran - Bancalada de Josep - Mallols de Josep - Planta de Josep | - Planells de Josep - Vinya de Miret - Los Pous de Miret - Sort de Nadal - Ço del Nin - L'Hort Nou - Boïgues de Petit | - Vinya de Petit - Les Planes - Tros de Riu - Horts de Rius - Vinya de Rius - Els Olivers del Romeral - Hort del Romeral | - Tros de Sant Gregori - Sant Miquel - Boïga de Sant Miquel - Hort del Sastre - Los Seixos - Vinya del Serrat - La Vinyeta |

### Canals

#### Antic municipi de Guàrdia de Tremp
- Canal de Dalt

### Cavitats subterrànies

#### Antic municipi de Guàrdia de Tremp
| - Cova de Capot - Surgència de la Cova de la Platja | - Cova de Grabiel - Cova del Paborde | - Cova de la Platja - Cova de Té-do'm | - Cova dels Tres Forats |

#### Antic municipi de Mur
- Cova de la Quadra

### Cingleres

#### Antic municipi de Guàrdia de Tremp
| - Cingle del Castell | - Cinglo del Paborde | - La Roca Alta | - Roca Regina |

#### Antic municipi de Mur
| - Cinglo de la Censada - Cingle de Cossialls | - Cinglo de les Esplugues | - Cingle de la Serra | - Cingle del Solà |

### Clots

#### Antic municipi de Guàrdia de Tremp
| - Clot de les Arboceres | - Los Esclots | - Clot de Gassó |  |

#### Antic municipi de Mur
| - Clot de l'Abeller - Clot del Ferrer - Clot de la Llobera | - Clot de la Masia del Xic - Clot de Nartal | - Patacolls - La Quadra | - Clot de Roca - Clot del Roure |

### Collades

#### Antic municipi de Guàrdia de Tremp
| - Pas d'Agustí - Pas de l'Arbocera - Pas de la Boixoga - Pas de la Carbonera | - Pas d'Emílio - Lo Pas Gran - Lo Pas Nou | - Pas de l'Ós - Pas de l'Osca - Pas de Roca | - Pas de la Roca Llisa - Pas de Terradets - Pas dels Volters |

#### Antic municipi de Nur
- Collada de Rius

### Corrents d'aigua

#### Antic municipi de Guàrdia de Tremp
| - Llau de l'Ancantra - Llau dels Avellaners - Barranc del Bosc - Barranc dels Confossos - Llau d'Encua | - Barranc de l'Espona - Barranc de la Font del Xato - Barranc de Fonteté - Llau de Rodelló | - Barranc de la Mata Negra - Barranc de Moror - Noguera Pallaresa - Llau de Sant Pere | - Canal de Sòls - Barranc de la Teulera - Barranc de la Torrentera - Barranc de Vivó |

#### Antic municipi de Mur
| - Llau de les Bancalades - Lo Barranquill - Llau del Boix - Barranc de les Borrelles - Carant de les Bruixes - Barranc de les Calcilles - Llau de les Calcilles - Barranc de Canissera - Barranc del Cantilar - Barranc de Carboners - Llau de la Carrerada - Barranc de la Censada - Llau del Clot del Roure - Barranc del Comunalet - Barranc de Cordillans | - Barranc del Coscollar - Barranc del Coscó - Barranc del Doratori - Carant del Duc - Barranc d'Eloi - Llau de les Encortades - Barranc de l'Espona - Llau de Farmicó - Llau de Ferriol - Barranc de Font Truïda - Barranc de la Font de Borrell - Barranc de la Fonteta - Barranc de Francisquet - Barranc Gros | - Barranc de l'Hort Nou - Llau de Josepet - Barranc de Lloriguer - Llau de Llució - Llau dels Mallols, de Puigverd - Llau dels Mallols, de Vilamolat de Mur - Barranc de la Marieta - Barranc dels Masos d'Urbà - Barranc del Meüll - Llau de Nofret - Barranc de la Plana, de Farmicó - Barranc de la Plana, del Meüll - Barranc del Prat de la Font de Roca - Llau del Rengat | - Barranc de Rius - Barranc de la Roca Plana - Llau del Romeral - Barranc del Ruc - Carant de la Ruixent - Barranc de Salze - Barranc de Sant Gregori - Llau de Sant Miquel - Llau de la Solana - Llau del Toll - Barranc de la Torrentera - Lo Torrentill - Llau de la Vinya del Serrat - Llau de la Vinyeta |

### Costes

#### Antic municipi de Mur
| - Costes del Barranc del Ruc - La Costa | - Costa de Mur | - Costa del Rei | - Costes de Toniquet |

### Diversos

#### Antic municipi de Guàrdia de Tremp
| - Albans - Los Brugals - Lo Canar - Lo Clopar | - Coscoller - Les Coscolletes - Coscolloles - Les Costes | - Fonteté - Penya dels Cargols - Les Raconades - Raset del Pas Gran | - Rasets de l'Osca - Rasets dels Teixos - Les Tarteres |

#### Antic municipi de Mur
| - Alzina del Magí - Les Alzines - L'Arbul del Llop - Les Artigues - L'Auberola - Les Barranques - Cabicerans - Lo Carant del Duc - Censada | - La Censada - Lo Comunalet - El Coscollar - Lo Coscó - Los Cumons - Les Encortades - La Font Vella - Forat Negre - Les Gargalles | - Lo Ginebrell - La Llobera - Los Masos - Lo Perrot - L'Arner de Petit - Els Pous - Els Prats - Les Ribes, a Collmorter - Les Ribes, a Mur | - Roca de la Quadra - Sellamana - Lo Tancat Nou - Los Tarterons - La Teulera de la Censada - El Tornall - La Torreta - Les Tres Creus - Los Trullols |

### Entitats de població

#### Antic municipi de Guàrdia de Tremp
| - Cellers | - Guàrdia de Noguera |  |  |

#### Antic municipi de Mur
| - Collmorter - Les Esplugues | - El Meüll - Miravet | - Puigmaçana - Santa Llúcia de Mur | - Vilamolat de Mur |

#### Antic municipi de Guàrdia de Tremp
| - Font del Cambrot - Font del Canalet | - Font de Carme - Font dels Mallols | - Font de Margarit - Bassa de Peremartell | - La Roca de Janoi - Font del Xato |

#### Antic municipi de Mur

##### Collmorter
- Font de l'Obac

##### El Meüll
| - Font del Bessó - Font de la Canaleta - Font Freda | - Font de Fórnols - Font de l'Hort de la Rosa | - Font de la Marieta - Font del Meüll | - Font de la Plana - Font de la Vila |

##### Miravet
- Font de Miravet

##### Mur
- Font de Mur

##### Santa Llúcia de Mur
| - La Fonteta | - Font de la Moixa |  |  |

##### Vilamolat de Mur
| - Font del Boix - La Fontfreda - Font de Josep | - Font Nova - Font del Ruc - Font de Sant Gregori | - Font del Segalar - Font del Toll | - Font Truïda - Font Vella |

### Masies (pel que fa al territori)

#### Antic municipi de Guàrdia de Tremp

##### Cellers
| - Masia de Tató | - Masia de la Vinya |  |  |

##### L'Espona
- Casa de l'Espona

##### Guàrdia de Noguera
- Masia de Carme

#### Antic municipi de Mur

##### Collmorter
| - Cal Franxo | - Cal Soldat |  |  |

##### Les Esplugues
| - Casa Feliçó | - Casa Sebastià |  |  |

##### El Meüll
| - Casa Auberola - Masia del Castell - Mas de Condó | - Casa del Coscó - Casa Cumons - Mas d'Eloi | - Mas de Falset - Casa Farmicó - Mas de l'Hereu | - Casa la Rosa - Casa Sallamana - Sellamana |

##### Miravet
| - Cal Benet | - La Grisa |  |  |

##### Puigmaçana
| - Masia de Claveral | - Masia del Xic |  |  |

##### Santa Llúcia de Mur
| - Cal Pinell | - Cal Sebastià i Teresó | - Casa Gavarrell |  |

##### Vilamolat de Mur
| - Casa Ginebrell | - Casa Josep |  |  |

### Muntanyes

#### Antic municipi de Guàrdia de Tremp
| - El Cogulló - Tossal de la Cova dels Pobres | - Feixa de la Paret de Terradets - Paret de Terradets | - Picota Alta - Picó de Coscolla | - Serrat del Pui - Roca Regina |

#### Antic municipi de Mur
| - Tossal de les Barranques - Tossal Gros | - Les Mosques | - Serrat del Pui | - Los Tossalets |

### Obagues

#### Antic municipi de Guàrdia de Tremp
| - Obaga de Margarit - Els Obacs | - Obaga de Ponet - Obac del Pui | - Obaga de Renó | - Obaga del Tic-tac |

#### Antic municipi de Mur
| - Obaga del Barranc - Obac del Barranc de l'Espona - Obaga del Coscó - Obagueta de Falset | - Obac de Farmicó - Obac de Ferriol - Obaga de la Font de Mur - Obac de Miravet | - Obac de Mur - L'Obac - L'Obaguet, del Meüll - L'Obaguet, de Vilamolat de Mur | - L'Obagueta - Obac del Pui - Obac del Sastre |

### Planes

#### Antic municipi de Guàrdia de Tremp
| - Planell de les Boixeroles - Plana de Carrió | - Les Esplanes - Los Pedregals | - Lo Planell - Els Plans | - Lo Rengar |

#### Antic municipi de Mur

##### El Meüll
| - Lo Camp - La Plana | - Lo Planell | - Els Plans | - Planell de Sallamana |

##### Miravet
- Pla del Roure

##### Mur
- Planell de les Encortades

##### Puigmaçana
| - Planell del Fenàs | - Plana Gran | - Plans de Puigmaçana | - Planell dels Roures |

##### Santa Llúcia de Mur
| - Pla de la Creu | - La Plana | - Els Rengars |  |

##### Vilamolat de Mur
| - Planells de Josep | - Planell de Petit | - Les Planes | - Plana del Roquero |

### Pous

#### Antic municipi de Mur

##### Puigmaçana
| - Pou del Sastre | - Pou del Tros del Cinto | - Pou del Xic |  |

##### Vilamolat de Mur
- Pou de Petit

### Serres

#### Antic municipi de Guàrdia de Tremp
| - Serra dels Avellaners - Serrat Curt - Serrat de Fontfreda | - Serrat de les Marrades - Serra de la Mata Negra | - Serrat Pedregós - Serrat de Pena | - Serra de les Raconades - Serrat de la Via |

#### Antic municipi de Mur
| - Serra d'Arbul - Serrat de les Bancalades - Serrat de Cabicerans - Serra de Carboner - Serra del Castell | - Serra de Cinto - Serrat de la Comassa - La Cornassa - Serra del Coscó - Serrat del Magí | - Serra del Meüll - Serrat del Nenot - Serrat del Puit - Serrat de Purredó - Serrat Rodó | - Lo Serrat - La Serreta - Serrat de la Solana - Serrat de la Vinyeta |

### Solanes

#### Antic municipi de Guàrdia de Tremp
| - Solana del Castell - Solana de Mascaró | - Solana del Pui | - Solana de la Roca Alta | - Les Solanes |

#### Antic municipi de Mur
| - Solana de Cordillans - Solana de la Cornassa - Solana de Corrals - Solà de les Esplugues | - Solana de Fontana - Solana de Josep - Solà de Miravet - Solà de Mur | - Solana de Nadal - Solà de la Roca - Solà de Roca | - Les Solanes - La Solaneta - Lo Solà |

### Vedats

#### Antic municipi de Mur
| - Vedat de Batllevell - Vedat de Casa de Caps | - Vedat de Farmicó - Vedat de la Grisa | - Vedat de Petit | - Vedat de la Solana |

### Vies de comunicació

#### Antic municipi de Guàrdia de Tremp
| - Camí d'Arguinsola - Camí dels Avalls - Camí del Bosc - Camí dels Brugals - Camí de Canalets - Camí de Canissera - Camí de Cellers - Camí Vell de Cellers | - Camí de les Esplanes - Camí de la Font - Camí de Fonteté - Camí de Font Truïda - Camí de l'Horta - Camí del Lledó - Camí de les Malloles - Camí vell de Mur | - Camí de l'Obac - Camí del Pedregal - Camí de les Plantes - Camí dels Prats de Baix - Camí dels Prats de Dalt - Camí de Rodelló - Camí de Rossor - Camí vell de Santa Llúcia de Mur | - Camí de Sant Sebastià - Camí dels Seixos - Camí de la Via - Carretera de Santa Llúcia de Mur - Carretera C-13 - Carretera LV-9124 - Ferrocarril de la línia Lleida - la Pobla de Segur |

#### Antic municipi de Mur
| - Camí de l'Auberola - Camí dels Avalls - Camí de Cabicerans - Camí de Casa Josep - Camí de Castellnou, per Casa Auberola - Camí de Castellnou, des del Meüll - Camí de la Censada - Camí del Coscó - Camí de les Esplugues - Camí de Farmicó | - Camí de Fórnols - Camí del Mas de Condó - Camí del Mas de l'Hereu - Camí del Mas de Falset - Camí de la Masia de Claveral - Camí dels Masos - Camí del Meüll - Camí de Miravet - Camí de Mur, des de Puigcercós | - Camí de Mur, des de Santa Llúcia de Mur - Camí de la Plana - Camí de les Planes - Camí de Puigcercós - Camí de Puigmaçana - Camí de Purredons - Camí de Purredó - Camí de Sellamana - Camí de la Serra | - Camí de la Serra d'Estorm - Camí de la Sort - Camí de Torrenta - Camí de Tremp a Alsamora - Camí de Vilamolat de Mur, des del castell de Mur - Camí de Vilamolat de Mur, des de Puigverd - Camí de les Vinyes - Carretera de Santa Llúcia de Mur - Carretera LV-9124 |